# Kadhafi Stadion
A Lahorban található Kadhafi Stadion (urdu nyelven: قذافی اسٹیڈیم) Pakisztán egyik legjelentősebb krikettstadionja. Nevét a líbiai katonai vezetőről, Moammer Kadhafiról kapta. A kriketten kívül gyeplabdára is használják. Itt található a Pakisztáni Krikett-tanács és az ország legnagyobb krikettakadémiájának a központja is.
Krikettben rendszeresen rendeznek itt válogatottmérkőzéseket, többek között itt tartották meg az 1987-es és az 1996-os világbajnokság több összecsapását, például utóbbi döntőjét is. Emellett klubszinten három csapatnak, a Lahore Qalandarsnak, a Lahore Eaglesnek és a Lahore Lionsnak is a hazai pályája.
Befogadóképessége 27 000 fő, és bár tesztmérkőzéseken előfordul, hogy mindössze 1000 körüli néző jelenik meg, az egynapos meccseken gyakori a 20 000 fölötti nézőszám.
A dobósáv talaja elsősorban az ütőjátéknak kedvez.

## Története

### Az épület története
A stadiont, amelynek neve eredetileg egyszerűen csak lahori stadion volt, 1959-ben nyitották meg. Az 1996-os krikett-világbajnokságot megelőző években teljesen felújították és átépítették. A kivitelezés Nír Alí Dádá építész tervei alapján zajlott, aki a mogul művészet stíluselemeiből merítve tervezte meg a külső vöröstégla-borítást és a több helyütt felbukkanó íves építészeti elemeket. A lelátó korábbi betonpadjait műanyag székekre cserélték, az alsó részeket pedig leválasztották a lelátóról, és üzletek, irodák kaptak bennük helyet. Ez volt Pakisztán első olyan krikettstadionja, amelyben saját generátorral működő reflektorokat szereltek fel. Az épület a média számára is modern kiszolgálólétesítményekkel rendelkezik.
A Kadhafi Stadion nevet 1974-ben vette fel, azok után, hogy ugyanebben az évben Moammer Kadhafi Lahorba látogatott egy konferenciára, és ebben a stadionban is tartott egy beszédet.

### Jelentős krikettesemények
Az első tesztmérkőzést 1959-ben játszották, amikor a hazaiak az ausztrálokat fogadták. Az első egynapos nemzetközi meccset 1978-ban rendezték (az ellenfél Anglia volt), míg az első nemzetközi Húsz20-ra (Zimbabwe ellen) 2015-ben került sor.
A hazai csapat, a pakisztáni krikettválogatott több különleges pillanatot élt át ebben a stadionban. Talán a két legemlékezetesebb ezek közül egy 1976-os, Új-Zéland elleni tesztmérkőzés, amikor Dzsáved Miandád és Ászif Ikbál ötödik kapus társulásként 281 pontot szerzett, illetve egy hatalmas, 324 futásos és egy játékrészes győzelem ugyancsak Új-Zéland ellen 2002-ben. Utóbbi alkalommal, az első játékrészben érte el Inzamam al-Hak a pályacsúcsot jelentő 329 futást.

#### Világbajnoki mérkőzések a stadionban
A stadionban az 1987-es krikett-világbajnokság egyik csoportmérkőzését és egyik elődöntőjét rendezték meg:
| 1987. október 16. |

| Nyugat-India 216 (49.3 játszma) | – | Pakisztán · 217/9 (50 játszma) |
|                                 |   |                                |

| 1987. november 4. |

| Ausztrália · 267/8 (50 játszma) | – | Pakisztán · 249 (49 játszma) |
|                                 |   |                              |

Az 1996-os világbajnokság alkalmával itt került sor három csoportmeccsre és a döntőre:
| 1996. február 26. |

| Hollandia · 145/7 (50 játszma) | – | Pakisztán · 151/2 (30.4 játszma) |
|                                |   |                                  |

| 1996. március 1. |

| Hollandia · 216/9 (50 játszma) | – | Egyesült Arab Emírségek · 220/3 (44.2 játszma) |
|                                |   |                                                |

| 1996. március 6. |

| Pakisztán · 281/5 (50 játszma) | – | Új-Zéland · 235 (47.3 játszma) |
|                                |   |                                |

| 1996. március 17. |

| Ausztrália · 241/7 (50 játszma) | – | Srí Lanka · 245/3 (46.2 játszma) |
|                                 |   |                                  |

### Botrányok
A stadionban tesztmérkőzésen két alkalommal is történt nagyobb nézőtéri rendbontás, mindkétszer egy-egy Anglia elleni összecsapáson: először 1968-ban, másodszor 1977-ben. Utóbbi alkalommal a randalírozók a rendőrökkel is összecsaptak.
2009-ben, egy Srí Lanka elleni tesztmérkőzés harmadik napjának reggelén, amikor a Srí Lanka-iak busza a Kadhafi Stadion felé tartott, az épület közelében fegyveres terroristák támadták meg a buszt. Az incidens során hat rendőr és egy vagy két civil életét vesztette, több krikettjátékos megsérült.

## Képek

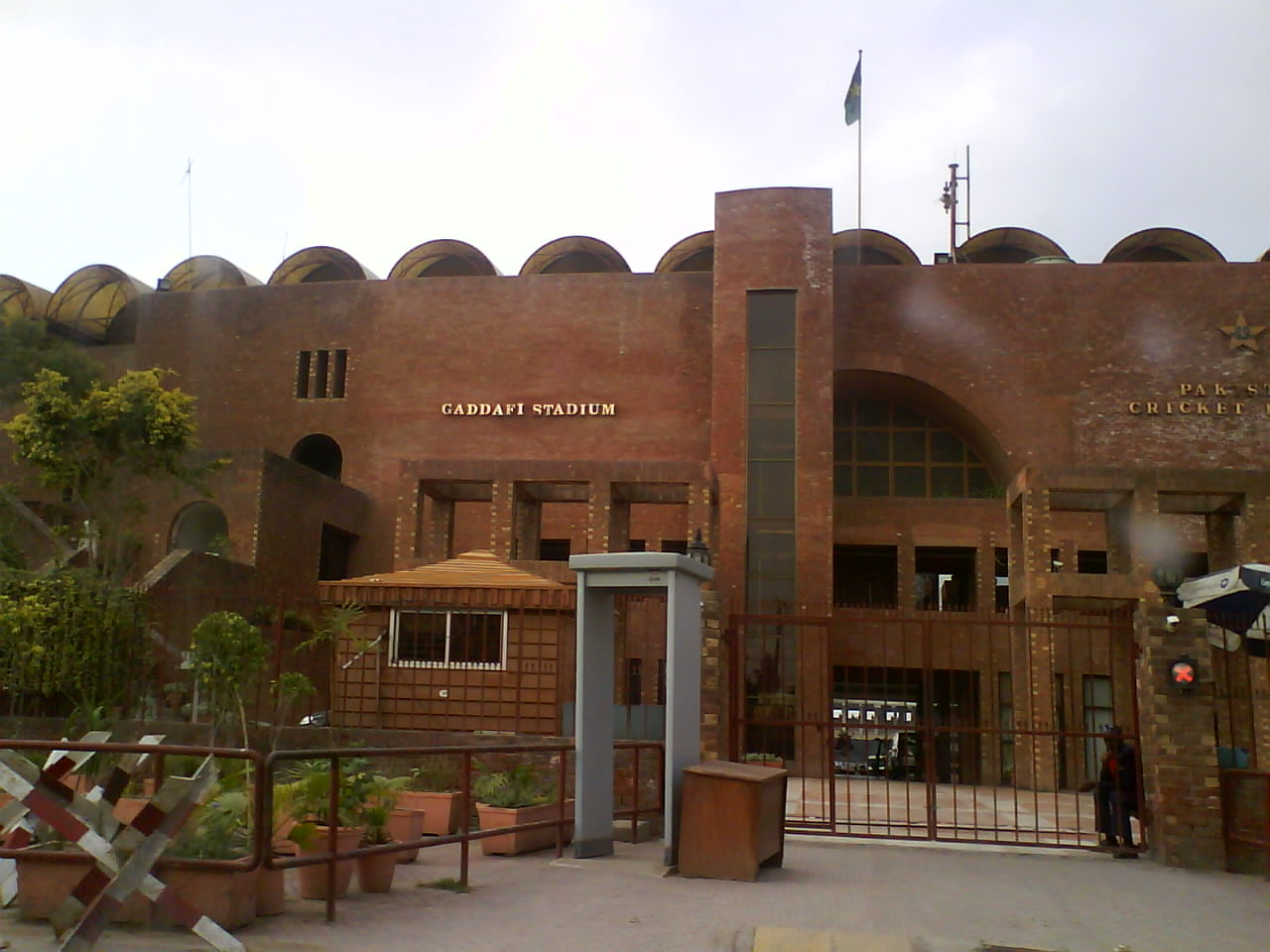
Külső kép
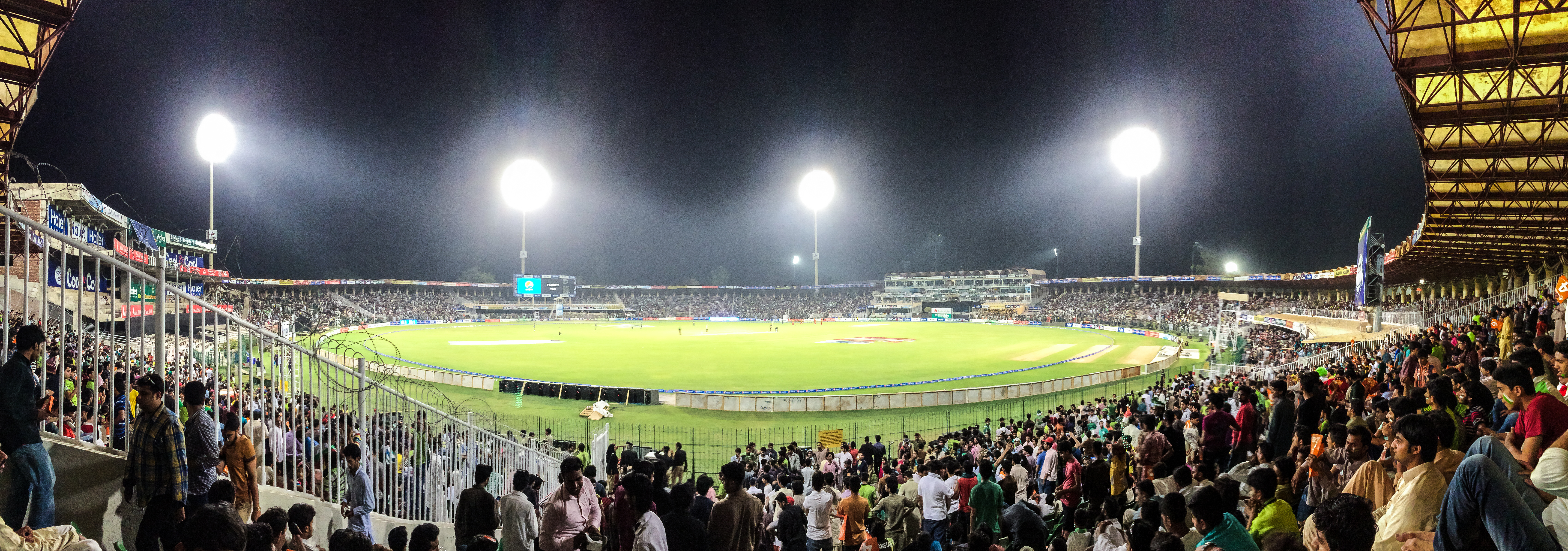
Éjjeli belső kép (2015)
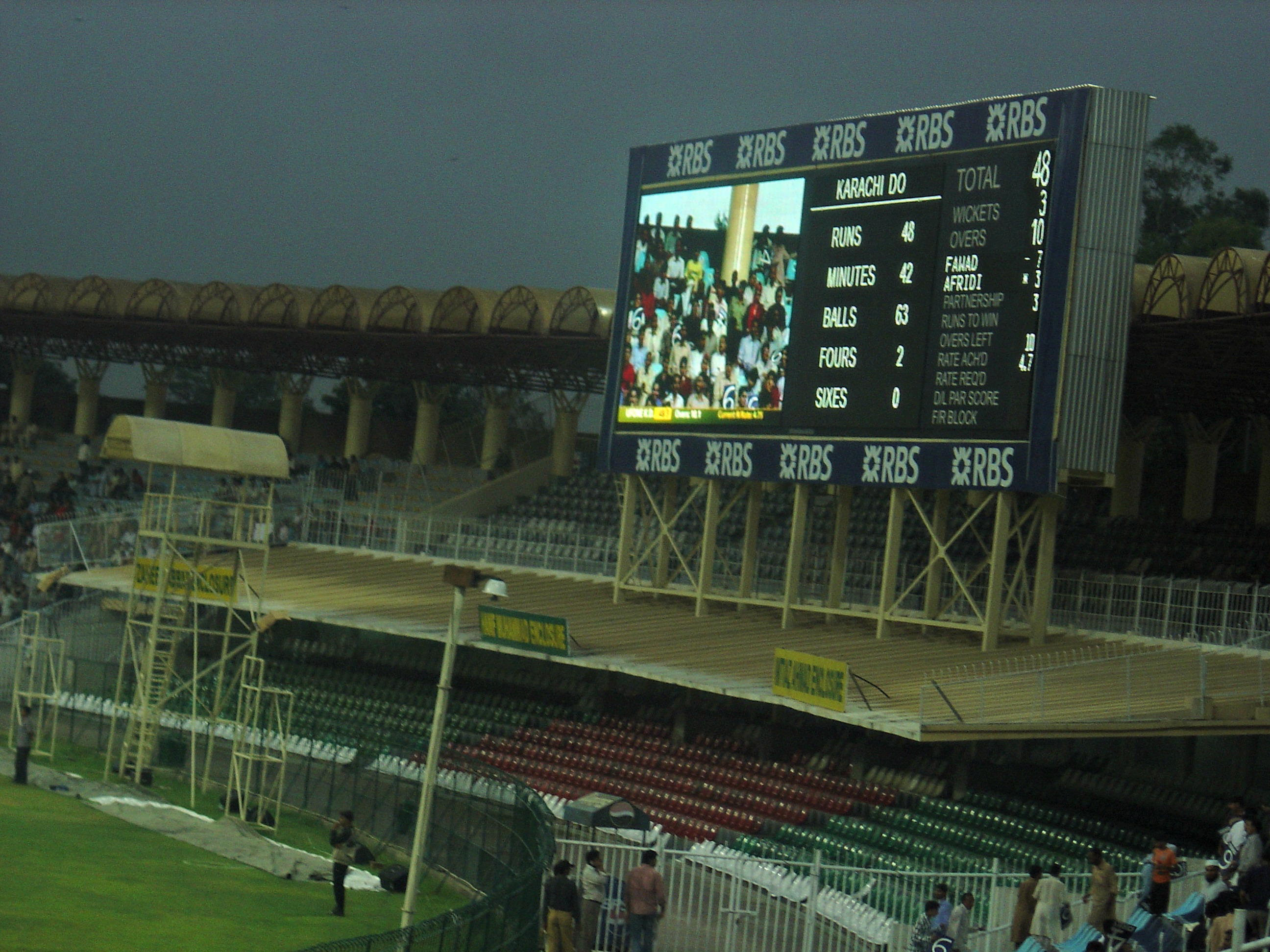
Az eredményjelző